# Elani marcat
L'elani marcat (Elanus scriptus) és un ocell rapinyaire de la família dels accipítrids (Accipitridae. Habita sabanes, sovint prop de rius, de l'interior d'Austràlia. El seu estat de conservació es considera gairebé amenaçat.